# Primauguet (1924)
Pour les autres navires du même nom, voir Primauguet (navire).
Le Primauguet était un croiseur léger français de classe Duguay-Trouin construit après la Première Guerre mondiale et détruit par les tirs du cuirassé américain Massachusetts le 8 novembre 1942 à Casablanca. Il a été nommé d’après Hervé de Portzmoguer, surnommé « Primauguet », un officier et corsaire breton du XV° siècle au service d'Anne de Bretagne.

## Historique
Avec ses deux sisterships le Duguay Trouin et le Lamotte Piquet, le Primauguet est l'un des trois premiers croiseurs construits pour la Marine nationale après le premier conflit mondial.
Il est mis en service en avril 1927. Il débute immédiatement sa carrière par une croisière d'endurance mondiale de sept mois, revenant à la mi-décembre. Il effectue des missions jusqu'en avril 1932, date à laquelle il est basé en Extrême-Orient jusqu'à un grand carénage en janvier 1936. Les patrouilles en Extrême-Orient reprennent en novembre 1937 jusqu'à son remplacement par le croiseur lourd Suffren. Il retourne ensuite en métropole.
Durant les premiers mois de la Seconde Guerre mondiale, il patrouille dans l'Atlantique Nord, escortant les convois. Le 1er avril 1940, il fait route vers Fort-de-France, dans les Antilles, relevant le croiseur Jeanne d'Arc. Il opère ensuite dans les Antilles néerlandaises, interceptant les navires marchands. Le 6 mai 1940, sous le commandement du capitaine de vaisseau Pierre Goybet, il relève le sloop britannique HMS Dundee au large de l'île d'Aruba. À la capitulation hollandaise, Pierre Goybet débarque à Aruba avec le corps de débarquement du croiseur Primauguet pour défendre les dépôts pétroliers de la Shell et de la Standard Oil. Le Primauguet retourne à Dakar le 12 juin 1940, alors que la défaite française est proche. Avant la signature de l'armistice avec l'Allemagne, il participe aux opérations d'évacuation dans l'estuaire de la Gironde.
Après le 22 juin 1940, le Primauguet reste dans la marine de Vichy. Il participe à l'évacuation de l'or de la Banque de France en Afrique. Il est présent à Dakar en juillet 1940 lorsque la Royal Navy attaque la flotte française à Mers-el-Kebir.
Deux mois après, les autorités de Vichy ont obtenu de la Commission allemande d'armistice d’envoyer à Libreville la 4e division de croiseurs et trois contre-torpilleurs pour s'opposer aux Français libres qui, fin août, avaient pris le contrôle des territoires d’Afrique-Équatoriale française (AEF), à l’exception du Gabon. Ils appareillent le 9 septembre, passent sans encombre le détroit de Gibraltar et vont ravitailler à Casablanca. Comme une réaction anglaise semble se préparer, ils mettent cap au sud à grande vitesse, laissant derrière eux la 10e division de contre-torpilleurs, qui n’a pas le rayon d'action suffisant pour les suivre. Mais les croiseurs anglais ont intercepté au large de la Guinée le pétrolier Tarn, escorté par le croiseur Primauguet, les contraignant à mettre le cap sur Casablanca. Le reste de la force française sera intercepté dans les mêmes eaux par les croiseurs britanniques HMS Cornwall et Delhi, mais les croiseurs Georges Leygues et Montcalm réussissent à gagner Dakar, le troisième, La Gloire, à cause de problèmes de machines est contraint de rallier Casablanca.
Le 8 novembre 1942, le Primauguet se trouve à Casablanca lorsque les alliées lancent l'opération Torch. La combat est inégal entre les bâtiments légers français, opposés aux cuirassés et aux croiseurs lourds, ainsi qu'a l'aviation de l'US Navy. Le croiseur léger français est pris sous le feu du cuirassé américain Massachusetts et du croiseur lourd Wichita, armés de canons de 406 et 203 mm. Le Primauguet riposte courageusement de son artillerie de 155 mm. C'est un baroud d'honneur et le bâtiment français est mis hors de combat. On déplore 90 morts et plus de 200 blessés. Toute la nuit, le Primauguet est la proie des flammes. Il chavire le lendemain.
En mai 2001 et mi-février 2002, une campagne de déminage permet de récupérer 1 058 obus de 155 mm, 574 obus de 75 mm et 251 gargousses.
Aujourd'hui son épave, débarrassée de ses superstructures, gît toujours près des quais des conteneurs, recouverte par près de 4 mètres de vase, sans réel danger pour le trafic maritime.

## Personnalités ayant servi sur le navire
- François Drogou (1904-1940), Compagnon de la Libération.